# Little Tarras Water
Das Little Tarras Water ist ein Wasserlauf in Dumfries and Galloway. Es entsteht am Tarras Rig im Süden des Muckle Knowe und fließt in südlicher Richtung bis zu seiner Mündung in das Tarras Water.